# Helicopsyche edmundsi
Helicopsyche edmundsi là một loài Trichoptera trong họ Helicopsychidae. Chúng phân bố ở miền Australasia.